# Big Brother Hrvatska (8. sezona)
Big Brother 8, poznat i kao Big Brother: Tko će u raj?, bila je osma hrvatska sezona reality showa Big Brother, koju je vodila Marijana Batinić. Počela je 17. travnja 2016. i trajala je 50 dana završavajući 3. lipnja 2016. Ova sezona je započela samo 4 mjeseca nakon prijašnje sezone koja je završila u prosincu 2015.
Antonija Blaće je, zbog ozljede, prepustila ovu sezonu svojoj kolegici Marijani Batinić kao voditeljici glavne emisije. 
Nakon devet godina najveći, najzabavniji i najpopularniji reality na svijetu, Big Brother vratio se u Hrvatsku. Glavna nagrada pobjedniku iznosila je 300,000 kn, ali je spuštena na 183,700 kn zbog nepoštivanja pravila. 
U ovoj sezoni, pod producentskom palicom Jana Štedula, Big Brother se vratio svojim počecima - danima kada je ovaj reality show bio najuspješniji i najgledaniji format na malim ekranima. U kući je sudjelovalo u početku sudjelovalo 13 kandidata no na kraju ih je ukupno bilo 15.
Pobjednik je bio Romano Obilinović.

## Stanari
Trinaest stanara, uključujući i domaćin Big Brother 1. Neno Pavinčić, ušao u kuću na dan 1. Nakon prvog izbacivanja iz kuće, pridružio im se Alen (treće mjesto u Big Brotheru 1) i Rina (iz Big Brother 5).
| Ime i prezime        | Starost pri ulasku u kuću | Djelatnost                     | Mjesto          | Dana u kući | Status    | Opis                                                            |
| -------------------- | ------------------------- | ------------------------------ | --------------- | ----------- | --------- | --------------------------------------------------------------- |
| Romano Obilinović    | 36                        | Radnik za održavanje           | Split           | 50          | Pobjednik | /                                                               |
| Ines Huskić          | 31                        | Pjevačica, Farmaceut           | Zagreb          | 50          | Izbačena  | 2. mjesto                                                       |
| Dražen Kocijan Kocka | 48                        | Radijski voditelj              | Bjelovar        | 50          | Izbačen   | 3. mjesto                                                       |
| Fabio Čulinović      | 24                        | Ugostitelj                     | Rijeka          | 50          | Izbačen   | 4. mjesto                                                       |
| Rina Dehni           | 33                        | Administrativna tajnica        | Rijeka          | 38          | Izbačena  | 5. mjesto                                                       |
| Marina Raguž         | 27                        | Poslovni prostor, Model        | Inđija, Srbija  | 50          | Izbačena  | finalist                                                        |
| Alen Macinić         | 37                        | Poduzetnik                     | Pula            | 38          | Izbačen   | finalist                                                        |
| Jurica Pađen         | 61                        | Glazbenik                      | Zagreb          | 43          | Izbačen   | /                                                               |
| Kristina Vukas       | 28                        | Pjevačica                      | Split           | 36          | Izbačena  | /                                                               |
| Katja Usenik         | 25                        | Dizajner interijera            | Rijeka          | 29          | Izbačena  | /                                                               |
| Ivica Trušček        | 33                        | Grafičar, MMA borac            | Koprivnica      | 29          | Izbačen   | /                                                               |
| Violeta Terček       | 46                        | Električar, računalni tehničar | Banja Luka, BiH | 22          | Izbačena  | /                                                               |
| Tamara Posavčić      | 25                        | Sportaš, trener                | Zagreb          | 15          | Izbačena  | izbačena na Dan 1, vraćena na Dan 3, ponovno izbačena na Dan 15 |
| Branimir Kamber      | 30                        | Terapeut, glumac               | Zadar           | 12          | /         | dobrovoljno napustio na Dan 12                                  |
| Neno Pavinčić        | 39                        | Televizijski voditelj          | Rijeka          | 3           | /         | dobrovoljno napustio na Dan 3, kao gost                         |

## Tablica Nominacija
|                        | 1. tjedan                          | 1. tjedan         | 2. tjedan                                | 3. tjedan                   | 4. tjedan                               | 5. tjedan                             | 6. tjedan                    | 7. tjedan                     | Finale                       | Finale                       |
| Dan 2                  | Dan 2                              |                   | 2. tjedan                                | 3. tjedan                   | 4. tjedan                               | 5. tjedan                             | 6. tjedan                    | 7. tjedan                     | Finale                       | Finale                       |
| ---------------------- | ---------------------------------- | ----------------- | ---------------------------------------- | --------------------------- | --------------------------------------- | ------------------------------------- | ---------------------------- | ----------------------------- | ---------------------------- | ---------------------------- |
| Romano                 | Neno                               | Neno Ivica        | Ivica Katja                              | Katja Violeta               | Ivica Katja                             | Rina Kristina                         | Fabio Alen                   | Fabio Ines                    | Pobjednik (Dan 50)           | Pobjednik (Dan 50)           |
| Ines                   | Neno                               | Neno Ivica        | Ivica Tamara                             | Ivica Violeta               | Ivica Katja                             | Rina Romano                           | Rina Romano                  | Romano Alen                   | 2. mjesto (Dan 50)           | 2. mjesto (Dan 50)           |
| Kocka                  | Katja                              | Fabio Ines        | Ivica Marina                             | Ivica Katja                 | Ivica Marina                            | Rina Ines                             | Fabio Rina                   | Ines Alen                     | 3. mjesto (Dan 50)           | 3. mjesto (Dan 50)           |
| Fabio                  | Romano                             | Romano Neno       | Violeta Ivica                            | Marina Violeta              | Ivica Marina                            | Romano Rina                           | Rina Romano                  | Romano Alen                   | 4. mjesto (Dan 50)           | 4. mjesto (Dan 50)           |
| Rina                   | Not in House                       | Not in House      | Not in House                             | Exempt                      | Ivica Fabio                             | Fabio Kocka                           | Ines Fabio                   | Fabio Ines                    | 5. mjesto (Dan 50)           | 5. mjesto (Dan 50)           |
| Marina                 | Violeta                            | Violeta Neno      | Ivica Jurica                             | Ivica Violeta               | Ivica Kocka                             | Kristina Kocka                        | Ines Fabio                   | Fabio Ines                    | Izbačena (Day 50)            | Izbačena (Day 50)            |
| Alen                   | Not in House                       | Not in House      | Not in House                             | Exempt                      | Ivica Kocka                             | Romano Ines                           | Fabio Ines                   | Fabio Ines                    | Izbačen (Day 50)             | Izbačen (Day 50)             |
| Jurica                 | Violeta                            | Marina Ines       | Marina Violeta                           | Violeta Ines                | Ivica Katja                             | Rina Kristina                         | Ines Rina                    | Izbačen (Day 43)              | Izbačen (Day 43)             | Izbačen (Day 43)             |
| Kristina               | Tamara                             | Neno Marina       | Ivica Tamara                             | Ivica Violeta               | Ivica Jurica                            | Rina Romano                           | Izbačena (Day 36)            | Izbačena (Day 36)             | Izbačena (Day 36)            | Izbačena (Day 36)            |
| Katja                  | Branimir                           | Branimir Kristina | Romano Ivica                             | Violeta Ivica               | Kocka Ivica                             | Izbačena (Day 29)                     | Izbačena (Day 29)            | Izbačena (Day 29)             | Izbačena (Day 29)            | Izbačena (Day 29)            |
| Ivica                  | Marina                             | Violeta Marina    | Jurica Romano                            | Kocka Ines                  | Fabio Jurica                            | Izbačen (Day 29)                      | Izbačen (Day 29)             | Izbačen (Day 29)              | Izbačen (Day 29)             | Izbačen (Day 29)             |
| Violeta                | Kristina                           | Kristina Marina   | Romano Tamara                            | Ivica Romano                | Izbačena (Day 22)                       | Izbačena (Day 22)                     | Izbačena (Day 22)            | Izbačena (Day 22)             | Izbačena (Day 22)            | Izbačena (Day 22)            |
| Tamara                 | Kristina                           | Izbačena (Dan 2)  | Violeta Kristina                         | Ponovo Izbačena (Day 15)    | Ponovo Izbačena (Day 15)                | Ponovo Izbačena (Day 15)              | Ponovo Izbačena (Day 15)     | Ponovo Izbačena (Day 15)      | Ponovo Izbačena (Day 15)     | Ponovo Izbačena (Day 15)     |
| Branimir               | Tamara                             | Jurica Neno       | Tamara Marina                            | Preskočio (Dan 12)          | Preskočio (Dan 12)                      | Preskočio (Dan 12)                    | Preskočio (Dan 12)           | Preskočio (Dan 12)            | Preskočio (Dan 12)           | Preskočio (Dan 12)           |
| Neno                   | Tamara                             | Ivica Kocka       | Preskočio (Dan 3)                        | Preskočio (Dan 3)           | Preskočio (Dan 3)                       | Preskočio (Dan 3)                     | Preskočio (Dan 3)            | Preskočio (Dan 3)             | Preskočio (Dan 3)            | Preskočio (Dan 3)            |
|                        |                                    |                   |                                          |                             |                                         |                                       |                              |                               |                              |                              |
| Bilješke               |                                    | 1                 |                                          |                             |                                         |                                       | 2                            | 3                             | 4                            | 4                            |
| Protiv javnog glasanja | Nitko                              | Marina Neno       | Ivica Marina Romano Tamara Violeta       | Ines Ivica Katja Violeta    | Fabio Ivica Jurica Katja Kocka Marina   | Ines Kocka Kristina Rina Romano       | Fabio Ines Jurica Romano     | Alen Fabio Ines Marina Romano | Fabio Ines Kocka Rina Romano | Fabio Ines Kocka Rina Romano |
| Preskočio              | Nitko                              | Neno              | Branimir                                 | Nitko                       | Nitko                                   | Nitko                                 | Nitko                        | Nitko                         | Nitko                        | Nitko                        |
| Izbačen/a              | Tamara 3 od 13 glasova za izbaciti | Nema izbacivanja  | Tamara 39% za izbaciti                   | Violeta 50% za izbaciti     | Ivica 29% za izbaciti                   | Kristina 31% za izbaciti              | Jurica 41% za izbaciti       | Alen 38% za izbaciti          | Rina 5% (od 5)               | Fabio 7% (od 5)              |
| Izbačen/a              | Tamara 3 od 13 glasova za izbaciti | Nema izbacivanja  | Tamara 39% za izbaciti                   | Violeta 50% za izbaciti     | Katja 28% za izbaciti                   | Kristina 31% za izbaciti              | Jurica 41% za izbaciti       | Marina 24% za izbaciti        | Kocka 15% (od 3)             | Ines 26% (od 3)              |
| Preživo/la             | Nitko                              | Nema izbacivanja  | Violeta 34% Ivica 9% Romano 9% Marina 7% | Ivica 21% Katja 16% Ines 7% | Marina 21% Kocka 10% Jurica 7% Fabio 4% | Rina 27% Kocka 19% Romano 14% Ines 4% | Romano 38% Fabio 11% Ines 9% | Romano 21% Fabio 6% Ines 4%   | Romano 45% za pobjedu        | Romano 45% za pobjedu        |

## Vanjske poveznice
- Official Site